# Kanzel (Bad Heilbrunn)

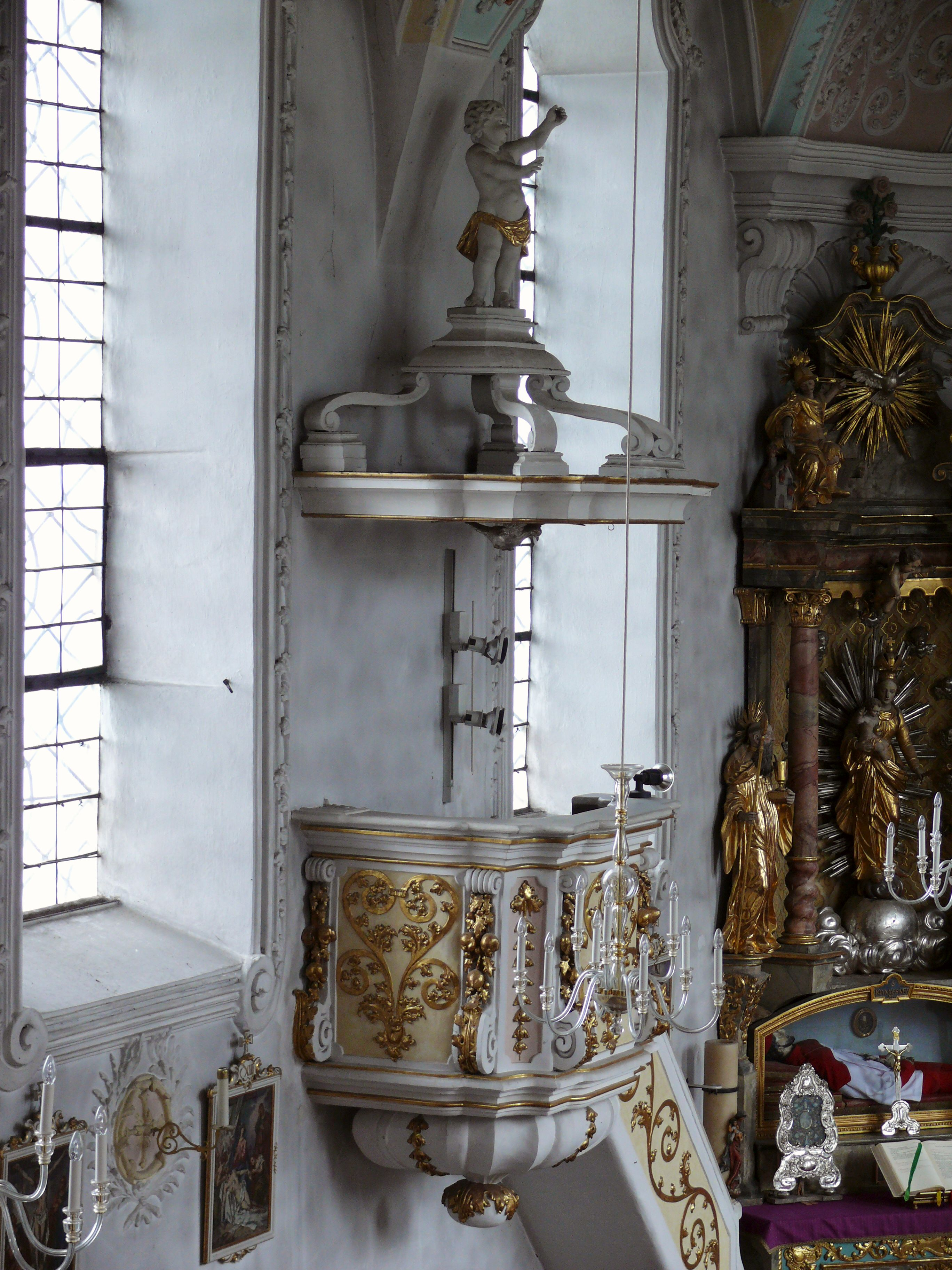
Kanzel in Bad Heilbrunn

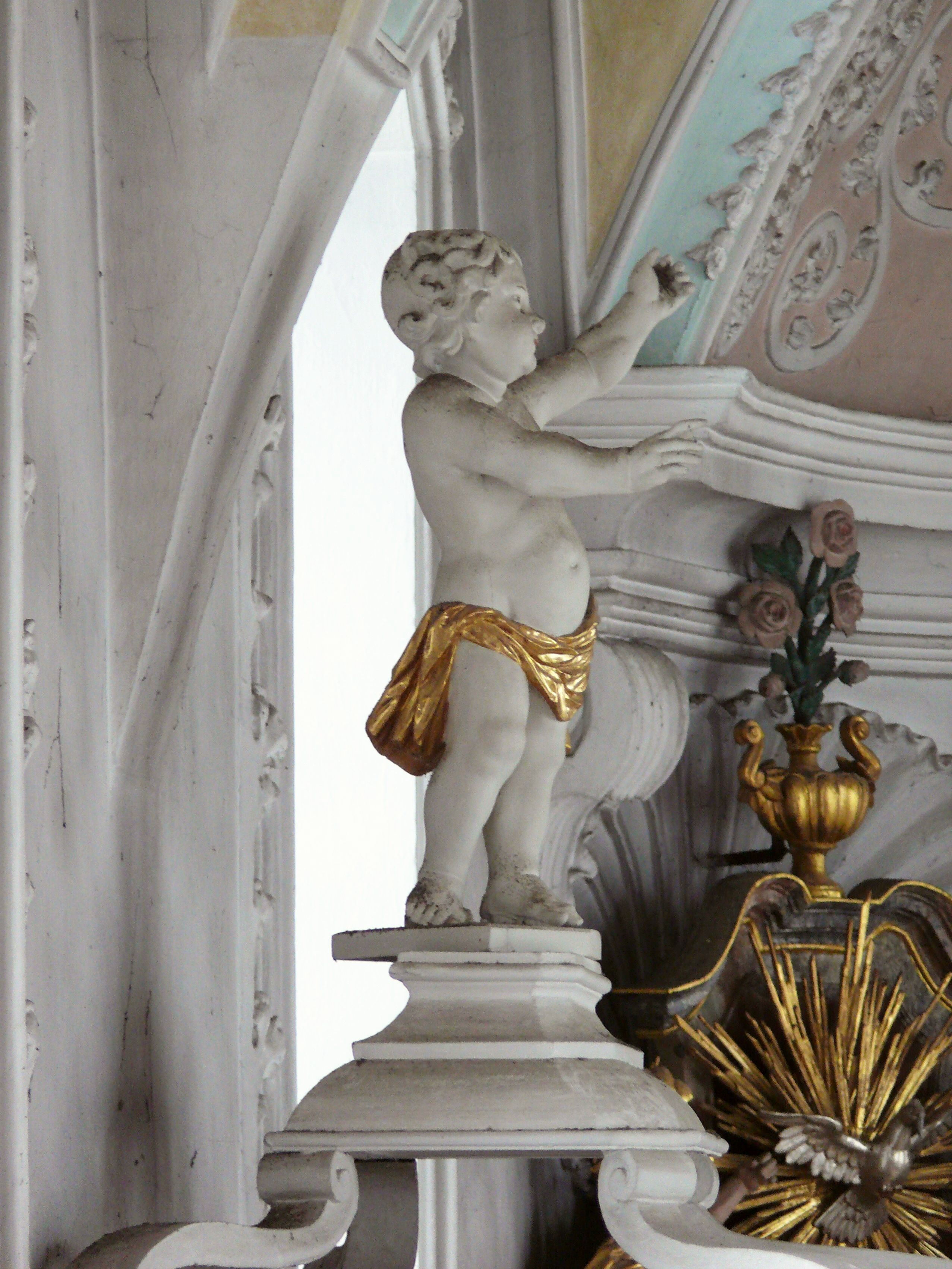
Kanzelbekrönung: Putto auf dem Schalldeckel

Die Kanzel in der katholischen Pfarrkirche St. Kilian in Bad Heilbrunn, einer Gemeinde im oberbayerischen Landkreis Bad Tölz-Wolfratshausen, wurde im 18. Jahrhundert geschaffen. Die Kanzel ist ein Teil der als Baudenkmal geschützten Kirchenausstattung.
Der hölzerne Kanzelkorb im Stil des Barocks, der mit Ornamenten geschmückt ist, wurde um 1726 geschaffen. Der erst 1764 geschaffene Schalldeckel wird von einem Putto bekrönt, an der Unterseite ist die Heiliggeisttaube zu sehen.